# Aquífero Furnas
A água é uma substância essencial para a vida e também para as atividades que são desenvolvidas pela humanidade, sabe-se que as águas subterrâneas comportam o maior volume de água doce da Terra no estado líquido , isso acontece devido à infiltração da água em locais com alta porosidade. A disponibilidade de água subterrânea e distribuição dos aquíferos estão relacionadas e controladas pelas características geológicas da região. A litologia, estratigrafia e estruturas das áreas são estudadas de diversas formas a fim de inferir e estabelecer relações que diagnosticam a presença de zonas saturadas em água e outras características ou parâmetros.
No Brasil o maior potencial de águas subterrâneas está em aquíferos sedimentares, tanto se tratando de reserva, como de recarga . São corpos rochosos e extensos mais ou menos consolidados, sendo que nesse tipo de aquífero é mais comum os do tipo confinado, devido à intercalação com camadas argilosas impermeáveis. São águas consideravelmente protegidas de contaminação, sendo comumente usadas para consumo, indústria e irrigação.
O Aquífero Furnas está inserida na Bacia do Paraná, mostrando que sua capacidade específica é maior que 10 (m3/h)/m-1.

## Contexto Geológico
O Aquífero Furnas está incluído na Formação Furnas, que é contido na Supersequência Paraná da Bacia Sedimentar do Paraná. Essa bacia tem uma forma ovalada com eixo N-S, sua área é de aproximadamente 1,5 milhões de quilômetros quadrados . Ela inclui porções de diferentes localidades do Brasil e da América do Sul. Está nas regiões Sul, Sudeste e Centro-Oeste do Brasil, na região Leste do Paraguai, Nordeste da Argentina e no Norte do Uruguai. No seu limite leste estão definidas áreas em que a erosão foi muito atuante, em função do soerguimento crustal associado ao rifteamento do Oceano Atlântico. Enquanto no seu limite Oeste estão o Pantanal Mato-Grossense e o Arco de Assunção.
A origem dessa bacia se deu a partir de depressões na direção NE-SW, com base sobre rochas do pré-cambriano . Já durante o Fanerozóico, houve uma estreita relação com os limites convergentes do Gondwana e a placa oceânica do Panthalassa, sendo desenvolvidos em sua área diversos cinturões colisionais. Outro fator que foi influenciado pela dinâmica colisional do paleocontinente foi à subsidência da Bacia do Paraná, que possui diferentes conexões.
É dividida em seis Supersequências de deposição sedimentar, com limites em superfícies de discordância de caráter inter-regional, são elas: Rio Ivaí, Paraná, Gondwana I, Gondwana II, Gondwana III e Bauru.

### Supersequência Rio Ivaí
A primeira unidade estratigráfica  da Bacia do Paraná é datada do Ordoviciano ao Siluriano (de aproximadamente 463 Ma a 425 Ma) e tem origem a partir da reativação de zonas de fraqueza do embasamento, que são representantes do evento do brasiliano na bacia. Seu topo é dado pela discordância Neossiluriana, em que a erosão e a exposição subaérea das antigas unidades formaram um peneplano.
A sua litoestragrafia é composta do Grupo Rio Ivaí, com as Formações Alto Garças, Iapó e Vila Maria.

### Supersequência Paraná
Sendo a unidade que comporta o Aquífero Furnas a Supersequência Paraná é composta pelo Grupo Paraná com as Formações Furnas, sendo um pacote arenoso, e a Formação Ponta Grossa, com um pacote pelítico . Se estendendo por todo o Período Devoniano (de aproximadamente 415 Ma a 357 Ma), ela foi o marco da retomada da subsidência na região, sendo o segundo ciclo transgressivo-regressivo da Bacia do Paraná.
Essa Supersequência possui espessura máxima de 800 metros em alguns locais, como na região Oeste do estado do Paraná e também em poços perfurados em regiões do Paraguai. A sua base é uma superfície de discordância, que possui uma regularidade e certo aplainamento, enquanto o seu topo também é marcado pela presença de uma discordância regional, com idades do final do Devoniano e do Carbonífero.
A Formação Ponta Grossa possui três membros, sendo eles: o membro Jaguariaíva, que é representado por folhelhos com lentes de arenito estratificados; o membro Tibagi, que é basicamente arenitos e siltitos de um contexto regressivo de sistemas deltaicos; e o membro São Domingos, que é representado por pelitos. Ela também tem um conteúdo fossilífero representativo, predominantemente caracterizado por invertebrados marinhos.

### Formação Furnas
Possuindo uma espessura de aproximadamente 337 metros, a formação que contém o Aquífero Furnas ainda produz alguns debates em relação ao tipo de sedimentação e em relação à forma que acontece o contato com a Formação Ponta Grossa . Contudo alguns traços, como as características transgressivas e a sua acumulação em ambiente de plataforma marinha rasa, são bem notáveis em sua litologia. A sua idade também é um ponto que gera questionamentos, sendo a hipótese mais aceita que a sua sedimentação aconteceu no Siluriano terminal (aproximadamente 413 Ma).
As litologias presentes são bem representadas por arenitos quartzosos brancos, com granulometria média a grossa, caulínicos e estratificações cruzadas. Na base são observados leitos de conglomerados com espessura máxima de 1 metro. Acima existem arenitos de granulometria média com níveis de siltitos e folhelhos muscovíticos, apresentando também estratificações cruzadas espinha de peixe. Enquanto na porção superior a dominância é dos arenitos médios a grossos, com algumas camadas de arenitos finos com estratificações hummocky, essa última porção, no entanto possui uma quantidade considerável de argila, possuindo um contato gradacional com a Formação Ponta Grossa.

### Supersequência Gondwana I
A sedimentação da terceira Supersequência foi contemporânea à movimentação do Gondwana para o norte e também do fechamento da bacia do Paraná às incursões marinhas provenientes do oeste , ou seja, foi o momento em que a ela passou a ter o caráter de bacia intracratônica que é até os dias atuais.
Com idades do Carbonífero, Permiano e Triásico (de aproximadamente 306 Ma a 242 Ma), a Supersequência Gondwana I é um ciclo de transgressão e regressão completo, com indícios de sedimentação glacial na base e de invasão e saída do oceano Panthalassa sobre a bacia. Sua litoestratigrafia e representada pelos Grupos Itararé, Guatá e Passa Dois.

### Supersequência Gondwana II
A Supersequência Gondwana II está representada apenas nos territórios do Rio Grande do Sul e no Uruguai , e representa um momento de distensão da região Sul do Gondwana, em que as condições ambientais eram muito propícias à erosão eólica, criando grandes campos de dunas nessa região. Após a deposição dessas litologias sedimentares aparecem rochas ígneas advindas dos estágios iniciais da ruptura do supercontinente.
Ela é representada pela Formação Santa Maria e tem idades do Triásico (de aproximadamente 240 Ma a 216 Ma).

### Supersequência Gondwana III
Gondwana III teve início com o gigantesco rifteamento do supercontinente e com isso o magmatismo basáltico em grandes proporções associado a esse fendilhamento da crosta . Com isso esse magmatismo, denominado Serra Geral, marcou o fim da sedimentação na área do interior do Gondwana. Antes mesmo desse magmatismo já havia um ascensão da crosta Sul-Americana, com essa ascensão de material astenosférico ocorreu uma inversão do movimento, encontrando assim mais a frente o equilíbrio isostático.
A deposição dessa Supersequência tem início no Jurássico com a deposição eólica da Formação Botucatu e vai até o Cretáceo com os derrames basálticos associados da Formação Serra Geral (de aproximadamente 150 Ma a 125 Ma).

### Supersequência Bauru
A Supersequência Bauru ocorreu basicamente no Cretáceo (entre 65 Ma e 100 Ma) e compreende o Grupo Bauru/Caiuá .
A última Supersequênca descrita na Bacia do Paraná é a Bauru, nela a deposição é prioritariamente de sedimentos eólicos, ocorrendo uma gradação das condições de deposição, sendo elas de regiões mais úmidas nas bordas da bacia para mais secas no interior. Há poucos depósitos fluviais, mas que correspondem a depósitos de fluxos de detritos em ambiente desértico. Já em relação à magmatismos, ocorreram dois eventos isolados, de 87 a 80 Ma e de 70 a 60 Ma, sendo localizados no norte da Bacia do Paraná.

## Geofísica
Foram realizados estudos geofísicos para determinação da espessura do Aquífero Furnas e das formações superiores na Supersequência Paraná, principalmente nas regiões de Rondonópolis   e Poxoréo  no estado do Mato Grosso. Foi utilizado o método de Sondagem Elétrica Vertical (SEV), que consiste na injeção de correntes elétricas em dois locais diferentes, por dois eletrodos diferentes, com um espaçamento relativo constante, e a leitura, a partir de um ponto central no cento dos eletrodos, para obtensão das diferentes variações da eletrorresistividade das rochas  de cada unidade e do Aquífero.
Utilizando uma distância dos dois eletrodos entre 1400 e 4000 m, com modelos de 4, 5, 6, 7 e 8 camadas as espessuras encontradas para os perfis de solo foram de 2,6 a 6,5 metros. Já a espessura da Formação Ponta Grossa foi de 10 a 430 metros em profundidades de 3 a 6,5 metros. Na transição da Formação Ponta Grossa para a Formação Furnas, e como consequência para o Aquífero Furnas, houve muitas dificuldades de leitura dos valores de resistividade, pois essas unidades possuem um contato gradativo, em que a granulometria grada de uma para outra sem que haja um contato litológico muito bem representado, sendo  necessária a utilização dos perfis geológicos de poço. Com isso a conclusão foi que a espessura é de 10 a mais de 700 metros enquanto a profundidade encontrada foi de 15 a 67 metros.
Estudos também foram feitos na região sudoeste do estado de Goiás, entre as regiões de Bom Jardim de Goiás e a região de Córrego do Ouro . Foram utilizados mapas aeromagnéticos, que são dados encontrados a partir de levantamentos aéreos, da variação do campo magnético terrestre, de acordo com as anomalias magnéticas, advindas das diferentes litologias encontradas na área. E mapas aerogamaespectométricos que consistem  na obtenção de dados da emissão de radiação gama natural, detectada com base nos principais radioelementos superficiais, a partir de um levantamento aéreo.
Com a interpretação dos dados aerogamaespectométricos foi divida a Formação Furnas em duas subunidades diferentes: Subunidade Df e Subunidade Df-1. Nelas foram encontradas baixas variações nos valores radiométricos de K, Th e U e na contagem total de radiação emitida pelas unidades litológicas. A subdivisão dessa unidade foi feita a partir das leituras das composições ternárias RGB-kThU, em que são combinadas as variações dos três elementos  em certos padrões de cores, na área foram encontrados padrões com cores verde-musgo para a subunidade Df e verde mais claro para a unidade Df-1.

## Aspectos Hidrogeológicos
A água subterrânea ocorre entre os poros de grãos, nas fraturas das rochas ou em cavidades que se formam devido a dissolução, essas definições são importantes para que o aquífero seja classificado de acordo com as propriedades do material em que está contido. A porosidade de um material pode ser dividida em:
- Porosidade primária - intergranular (aquífero poroso)
- Porosidade secundária - fraturas (aquífero fissural)
- Porosidade terciária - condutos cársticos (aquífero cárstico)

Aquíferos são formações geológicas que possuem propriedades de transmissividade e armazenamento com potencial para explotação. Eles podem ser livres, quando o topo é limitado pela própria superfície livre da água, confinados, quando o topo é limitado por uma camada impermeável e a pressão hidrostática é maior que a pressão atmosférica, semiconfinados, quando possui diferença de pressão hidrostática entre o aquífero e a camada adjacente e os aquíferos suspensos que são lentes que se formam em locais de baixa permeabilidade.
A litologia predominante no local de contexto do Aquífero Furnas é principalmente arenito de granulometria grossa e mal selecionado. Dessa forma, o aquífero possui natureza sedimentar, sendo um sistema primitivamente poroso (porosidade primária), entretanto, é encontrado consolidado devido a sua cimentação caulinítica, e por isso também é tratado como um aquífero fraturado (porosidade secundária) . O modo de ocorrência desse aquífero pode ser confinado onde a pressão da água em seu topo é maior que a pressão atmosférica, e também pode ser um aquífero livre onde a pressão da água é semelhante a pressão atmosférica, essa característica irá depender das camadas limitantes e de outros fatores, como presença de condutos  .
É chamado de recurso explotável a diferença entre potencialidade e a disponibilidade instalada, sendo que a potencialidade de um aquífero pode ser descrita como a quantidade de água que é possível retirar do aquífero sem causa impactos no sistema, enquanto a disponibilidade instalada é a descarga possível de ser obtida, ou seja aquilo que pode ser retirado do aquífero.
A área de recarga do Aquífero Furnas é de aproximadamente 24.894 km2 , compreendida nos estados de Mato Grosso, Mato Grosso do Sul, Paraná e São Paulo. Sua espessura varia de acordo com a localização, tendo em média 200m. De acordo com a Agência Nacional de Águas (ANA), o potencial explotável do aquífero é estimado em 28,6 m3s-1 .

## Hidroquímica
As águas do sistema aquífero Furnas são classificadas como bicarbonatadas sódicas a bicarbonatadas - cloretadas potássicas a mistas. Caracterizam-se pelo baixo grau de mineralização, com valor de sólidos totais dissolvidos situado entre 15-50 mg/L  .
A tabela a seguir apresenta alguns dados hidroquímicos, que contribuem para a classificação dessas águas:

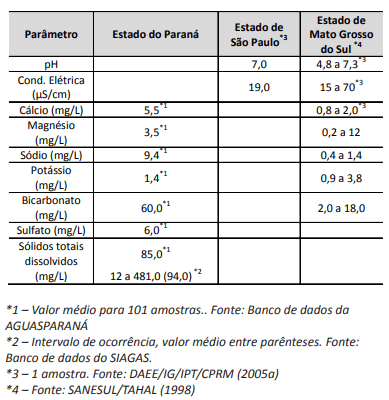
Dados hidroquímicos para o aquífero Furnas, em três estados.

De modo geral, as águas do aquífero Furnas atendem às normas e portarias que controlam a qualidade da água para cada tipo de uso, mostrando-se adequadas na maioria das regiões estudadas deste, água adequadas para consumo humano, animal, irrigação e uso industrial.
Um levantamento feito no Mato Grosso  traz a média de valores medidos em poços analisados, comparando com os valores limites teoricamente impostos, para alguns elementos presentes nas águas subterrâneas. A Tabela 2 traz esses valores, considerando como VMP (valores máximos permitidos), os estabelecidos pela resolução CONAMA n°396/2008 para consumo humano e animal, onde as médias de todos os parâmetros analisados estão dentro das faixas de concentração para esse uso.

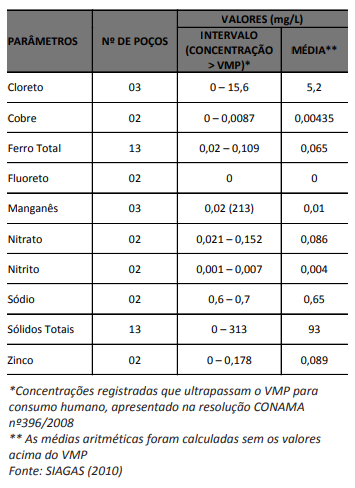
Concentração de parâmetros inorgânicos para o aquífero Furnas e VMP destes para consumo humano.

## Reservas
A Agência Nacional de Águas (ANA)  define uma divisão para as reservas hídricas, entre reservas renováveis ou reguladoras e reservas permanentes ou seculares, onde as do primeiro tipo correspondem ao volume de água armazenada acima do nível freático mínimo no aquífero, e as do segundo tipo, possuem águas abaixo da variação anual do freático. De modo geral, para cálculo das reservas explotáveis de um aquífero, precisa-se calcular/conhecer a área de recarga deste e a precipitação média sobre essa área, e considera-se que essas reservas são constituídas por uma parte das reservas renováveis do aquífero e parte (em fração menor) das reservas permanentes dele.

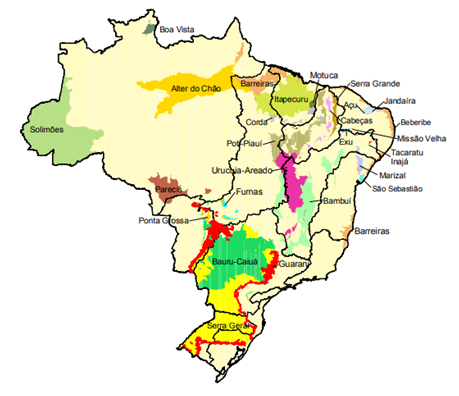
Área de recarga dos principais sistemas aquíferos do Brasil.

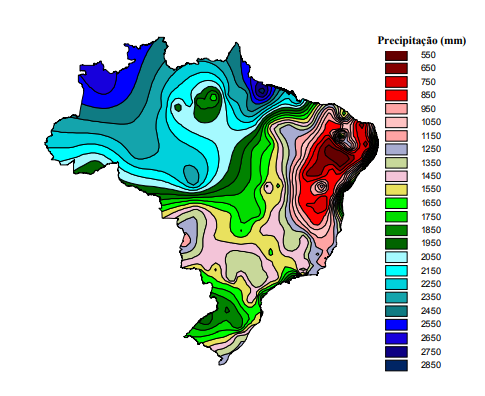
Isoeitas (linhas curvas que representam pontos de igual pluviosidade) anuais no Brasil, entre 1961 e 1990.

Para o aquífero Furnas, segundo ANA  estimou-se em 143m³/s as reservas renováveis, e calculou-se as explotáveis em 28,6m³, considerando estas equivalentes a 20% das reguladoras. Quanto a vazão de retirada potencial encontrou-se um valor menor, de 17,2m³/s, representando todo o volume de água extraída pelos municípios que estão sobre a área de recarga deste aquífero, portanto, as reservas explotáveis do aquífero Furnas tem capacidade volumétrica para abastecer a demanda por suas águas.

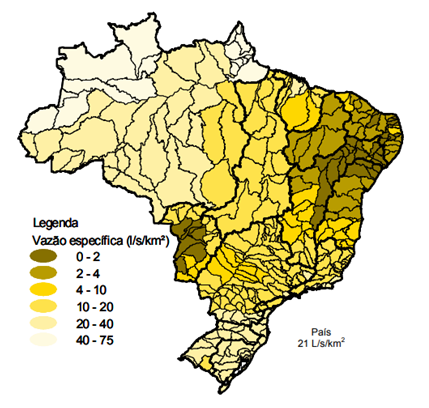
Vazões especificas nas unidades hidrográficas de referências.